# We Bring the Noise!
We Bring the Noise! je osmé studiové album německé skupiny Scooter. Bylo vydáno roku 2001 a je na něm 12 písní.

## Seznam skladeb
| Pořadí         | Název                           | Délka |
| -------------- | ------------------------------- | ----- |
| 1.             | Habibi Halua                    | 1:08  |
| 2.             | Posse (I Need You on the Floor) | 3:50  |
| 3.             | Acid Bomb                       | 5:32  |
| 4.             | We Bring The Noise!             | 3:44  |
| 5.             | R U :-)?                        | 5:19  |
| 6.             | So What´cha Want                | 4:06  |
| 7.             | Burn The House                  | 4:34  |
| 8.             | Chinese Whispers                | 6:23  |
| 9.             | I Shot The DJ                   | 3:39  |
| 10.            | Transcendental                  | 6:01  |
| 11.            | Remedy                          | 3:37  |
| 12.            | Devil Drums                     | 5:24  |
| Celková délka: | Celková délka:                  | 53:17 |